# 1. division 2022
La 1. division 2022 è  il campionato di football americano di secondo livello, organizzato dalla DAFF.

## Squadre partecipanti
| Club                               | Città            | Stadio | Sponsor ufficiale | Risultato nella stagione 2021 |
| ---------------------------------- | ---------------- | ------ | ----------------- | ----------------------------- |
| Aarhus Tigers                      | Aarhus           |        |                   |                               |
| Amager Demons                      | Tårnby           |        |                   |                               |
| Frederikssund Oaks                 | Frederikssund    |        |                   |                               |
| Herlev Rebels                      | Herlev           |        |                   |                               |
| Holstebro Dragons                  | Holstebro        |        |                   |                               |
| Kronborg Knights                   | Helsingør        |        |                   |                               |
| Odense Badgers/ Svendborg Admirals | Odense/Svendborg |        |                   |                               |
| Ørestaden Spartans                 | Kastrup          |        |                   |                               |

## Stagione regolare

### Calendario

#### 1ª giornata
| Viby J 23 aprile 2022, ore 14:00 | Aarhus Tigers | 84 – 42 referto | Herlev Rebels | Bøgeskov Idrætsanlæg |

#### 2ª giornata
| Holstebro 30 aprile 2022, ore 14:00 | Holstebro Dragons | 18 – 25 referto | Kronborg Knights | Idrætscenter Vest |

| Copenaghen 30 aprile 2022, ore 14:00 | Ørestaden Spartans | 49 – 12 referto | Odense Badgers/ Svendborg Admirals | Boldfælleden |

| Frederikssund 1º maggio 2022, ore 14:00 | Frederikssund Oaks | 24 – 21 referto | Amager Demons | Frederikssund Idrætsby |

#### 3ª giornata
| Herlev 7 maggio 2022, ore 14:00 | Herlev Rebels | 44 – 0 referto | Holstebro Dragons | Kildegårdsskolen |

| Copenaghen 8 maggio 2022, ore 14:00 | Ørestaden Spartans | 28 – 0 referto | Kronborg Knights | Boldfælleden |

#### 4ª giornata
| Helsingør 14 maggio 2022, ore 14:00 | Kronborg Knights | 14 – 42 referto | Aarhus Tigers | Knights Field |

| Odense 14 maggio 2022, ore 14:00 | Odense Badgers /Svendborg Admirals | 0 – 6 referto | Amager Demons | Bolbroparken |

#### 5ª giornata
| Copenaghen 21 maggio 2022, ore 14:00 | Ørestaden Spartans | 57 – 13 referto | Holstebro Dragons | Boldfælleden |

| Frederikssund 21 maggio 2022, ore 14:00 | Frederikssund Oaks | 41 – 7 referto | Odense Badgers/ Svendborg Admirals | Frederikssund Idrætsby |

#### 6ª giornata
| Helsingør 29 maggio 2022, ore 14:00 | Kronborg Knights | 14 – 48 referto | Herlev Rebels | Knights Field |

| Viby J 29 maggio 2022, ore 14:00 | Aarhus Tigers | 50 – 0 (a tavolino) referto | Holstebro Dragons | Bøgeskov Idrætsanlæg |

#### 7ª giornata
| Kastrup 4 giugno 2022, ore 14:00 | Amager Demons | 0 – 39 referto | Ørestaden Spartans | Bag Amagerhallen |

| Herlev 4 giugno 2022, ore 14:00 | Herlev Rebels | 26 – 35 referto | Frederikssund Oaks | Kildegårdsskolen |

#### 8ª giornata
| Viby J 11 giugno 2022, ore 14:00 | Aarhus Tigers | 34 – 0 referto | Ørestaden Spartans | Bøgeskov Idrætsanlæg |

| Odense 11 giugno 2022, ore 14:00 | Odense Badgers /Svendborg Admirals | 13 – 32 referto | Herlev Rebels | Bolbroparken |

#### 9ª giornata
| Kastrup 18 giugno 2022, ore 14:00 | Amager Demons | 20 – 13 referto | Kronborg Knights | Bag Amagerhallen |

| Holstebro 18 giugno 2022, ore 14:00 | Holstebro Dragons | 0 – 50 (a tavolino) referto | Frederikssund Oaks | Idrætscenter Vest |

#### 10ª giornata
| Holstebro 13 agosto 2022, ore 14:00 | Holstebro Dragons | 0 – 14 referto | Amager Demons | Idrætscenter Vest |

| Helsingør 13 agosto 2022, ore 16:00 | Kronborg Knights | 0 – 50 (a tavolino) referto | Frederikssund Oaks | Knights Field |

| Odense 14 agosto 2022, ore 14:00 | Odense Badgers /Svendborg Admirals | - – - (annullata) referto | Aarhus Tigers | Bolbroparken |

#### 11ª giornata
| Kastrup 20 agosto 2022, ore 14:00 | Amager Demons | 13 – 32 referto | Aarhus Tigers | Bag Amagerhallen |

| Copenaghen 21 agosto 2022, ore 14:00 | Ørestaden Spartans | 13 – 36 referto | Herlev Rebels | Boldfælleden |

#### 12ª giornata
| Holstebro 27 agosto 2022, ore 14:00 | Holstebro Dragons | 2 – 46 referto | Odense Badgers/ Svendborg Admirals | Idrætscenter Vest |

| Frederikssund 27 agosto 2022, ore 14:00 | Frederikssund Oaks | 28 – 14 referto | Ørestaden Spartans | Frederikssund Idrætsby |

#### 13ª giornata
| Viby J 3 settembre 2022, ore 14:00 | Aarhus Tigers | 58 – 26 referto | Frederikssund Oaks | Bøgeskov Idrætsanlæg |

| Odense 3 settembre 2022, ore 14:00 | Odense Badgers /Svendborg Admirals | 50 – 0 (a tavolino) referto | Kronborg Knights | Bolbroparken |

| Herlev 4 settembre 2022, ore 16:00 | Herlev Rebels | 28 – 26 referto | Amager Demons | Kildegårdsskolen |

### Classifica
La classifica della regular season è la seguente:
- PCT = percentuale di vittorie, G = partite giocate, V = partite vinte,  P = partite perse, PF = punti fatti, PS = punti subiti

| Pos. | Squadra                            | PCT   | G | V | N | P | PF  | PS  |
| ---- | ---------------------------------- | ----- | - | - | - | - | --- | --- |
| 1    | Aarhus Tigers                      | 1.000 | 6 | 6 | 0 | 0 | 300 | 95  |
| 2    | Frederikssund Oaks                 | .833  | 7 | 6 | 0 | 1 | 254 | 126 |
| 3    | Herlev Rebels                      | .714  | 7 | 5 | 0 | 2 | 256 | 185 |
| 4    | Ørestaden Spartans                 | .571  | 7 | 4 | 0 | 3 | 200 | 123 |
| 5    | Amager Demons                      | .429  | 7 | 3 | 0 | 4 | 100 | 136 |
| 6    | Odense Badgers/ Svendborg Admirals | .333  | 6 | 2 | 0 | 4 | 128 | 130 |
| 7    | Kronborg Knights                   | .143  | 7 | 1 | 0 | 6 | 66  | 256 |
| 8    | Holstebro Dragons                  | .000  | 7 | 0 | 0 | 7 | 33  | 286 |

## Playoff

### Tabellone
|  | Semifinali | Semifinali         | Semifinali |               |    | 1. divisions Bowl | 1. divisions Bowl | 1. divisions Bowl |  |
|  |            |                    |            |               |    |                   |                   |                   |  |
|  | 1          | Aarhus Tigers      | 22         |               |    |                   |                   |                   |  |
|  | 1          | Aarhus Tigers      | 22         |               |    |                   |                   |                   |  |
|  | 4          | Ørestaden Spartans | 15         |               |    |                   |                   |                   |  |
|  | 4          | Ørestaden Spartans | 15         |               | 1  | Aarhus Tigers     | 50                |                   |  |
|  |            |                    |            |               | 1  | Aarhus Tigers     | 50                |                   |  |
|  |            |                    | 3          | Herlev Rebels | 21 |                   |                   |                   |  |
|  | 2          | Frederikssund Oaks | 3          | Herlev Rebels | 21 | 20                |                   |                   |  |
|  | 2          | Frederikssund Oaks |            |               |    |                   |                   |                   |  |
|  | 3          | Herlev Rebels      | 22         |               |    |                   |                   |                   |  |

### Semifinali
| Viby J 10 settembre 2022, ore 14:00 | Aarhus Tigers | 22 – 15 referto | Ørestaden Spartans | Bøgeskov Idrætsanlæg |

| Frederikssund 11 settembre 2022, ore 14:00 | Frederikssund Oaks | 20 – 22 referto | Herlev Rebels | Frederikssund Idrætsby |

### 1. divisions Bowl
| Viby J 25 settembre 2022, ore 14:00 | Aarhus Tigers | 50 – 21 referto | Herlev Rebels | Bøgeskov Idrætsanlæg |

## Verdetti
- Aarhus Tigers vincitori della 1. division 2022